# گرچن کارلسون
گرچن کارلسون (انگلیسی: Gretchen Elizabeth Carlson؛ زادهٔ ۲۱ ژوئن ۱۹۶۶) مجری تلویزیونی و ملکه زیبایی اهل آمریکا است.
وی در سال ۲۰۱۷ به عنوان یکی از ۱۰۰ فرد با نفوذ در جهان معرفی شد. کارلسون در حالی که نمایندگی از مینه‌سوتا بود به عنوان دوشیزه آمریکا ۱۹۸۹ انتخاب شد. پیش از شروع فعالیت حرفه‌ای در تلویزیون، از دانشگاه استنفورد فارغ‌التحصیل شد. با به دست آوردن تجربه به عنوان مجری و گزارشگر در چندین شبکه محلی، در سال ۲۰۰۰ به عنوان خبرنگار به سی‌بی‌اس نیوز پیوست و مجری برنامه پر طرفدار The Early Show شد.
در سال ۲۰۰۵، کارلسون به کانال تلویزیونی فاکس نیوز نقل مکان کرد و به عنوان مجری برنامه صبحگاهی فاکس اند فرندز به اجرا پرداخت. در سال ۲۰۱۳، از فاکس اند فرندز جدا شد و پس از آن برنامه جدیدی به نام The Real Story با گرچن کارلسون را اجرا کرد. قرارداد وی با فاکس نیوز در ۲۳ ژوئن ۲۰۱۶ منقضی شد. وی در تاریخ ۶ ژوئیه، علیه رئیس آن زمان فاکس نیوز و مدیر اجرایی آن راجر ایلز، به اتهام و ادعای آزار و اذیت جنسی اعلام جرم کرد. پس از آن، ده‌ها زن دیگر همگام با او آیلز را به آزار و اذیت متهم کردند و در نهایت آیلز تحت فشار استعفا داد. در سپتامبر ۲۰۱۶، کارلسون با دریافت مبلغ ۲۰ میلیون دلار و در توافق با فاکس قرن ۲۱ پرونده را حل و فصل کردند.
فیلم بامب‌شل و سریال بلندترین صدا به بخشی از زندگی او اشاره دارد.